# نیروی زمینی کانادا
نیروی زمینی کانادا (به فرانسوی: Armée canadienne‎) شاخه ای از نیروهای مسلح کانادا است که به عملیات زمینی می‌پردازد. این نیرو تا سال ۲۰۲۰ دارای ۲۳۰۰۰ سرباز فعال، ۱۹۰۰۰ سرباز ذخیره (از جمله ۵۳۰۰ نفر از رنجرهای کانادا) و در مجموع ۴۲۰۰۰ سرباز دارد. این نیرو همچنین توسط ۳۰۰۰ کارمند غیرنظامی پشتیبانی می‌شود. در حال حاضر فرمانده نیروی زمینی کانادا و رئیس ستاد ارتش، سرلشکر وین ایری است.

## نشریات
مجله ارتش کانادا